# Andrzej Górka (zm. 1583)

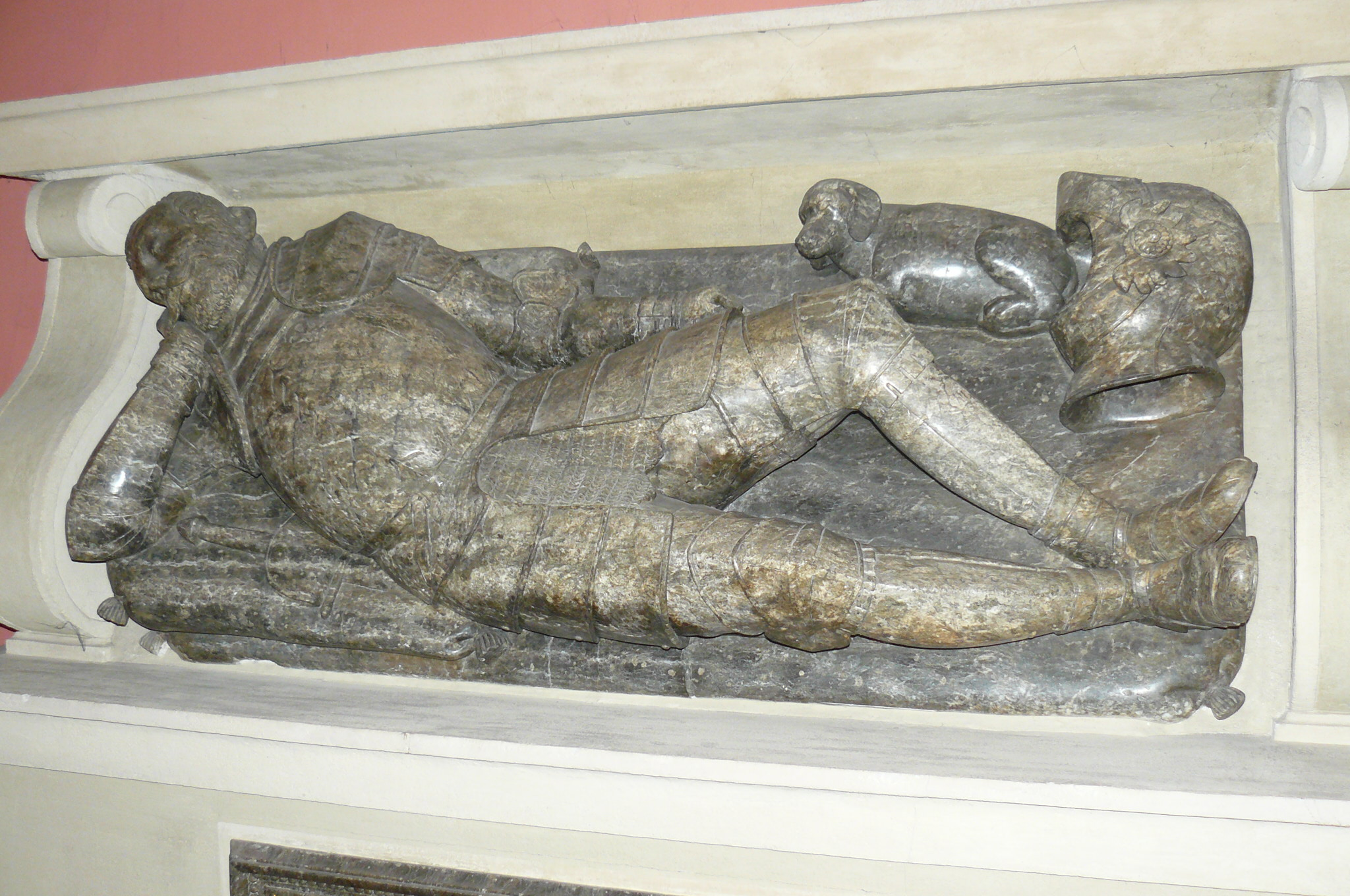
Nagrobek w Kórniku

Andrzej Górka herbu Łodzia (ur. ok. 1534, zm. 5 stycznia 1583 w Poznaniu) – kasztelan międzyrzecki, sekretarz królewski w 1556 roku.

## Życiorys
Syn Andrzeja I i Barbary Kurozwęckiej. Studiował we Frankfurcie nad Odrą, skąd wrócił w 1551 roku. Luteranin, karierę polityczną rozpoczął w 1567 jako poseł na sejm z województwa poznańskiego. W swoich działaniach kontynuował politykę ojca – współpracę z Albrechtem Hohenzollernem. Już wówczas piastował starostwo wałeckie, gnieźnieńskie i jaworowskie. W 1570 objął jeszcze kasztelanię międzyrzecką. Po śmierci Zygmunta Augusta rozwinął żywą działalność. Poseł województw poznańskiego i kaliskiego na sejm konwokacyjny 1573 roku. Podczas pierwszej elekcji popierał kandydaturę jednego z książąt piastowskich, uczestniczył nawet w secesji posłów do Grochowa, lecz ostatecznie poparł Henryka Walezego, którego elekcję potwierdził. Jako przywódcę protestantów wybrano go do poselstwa do Francji, wiozącego księciu d’Anjou warunki zaprzysiężenia. Z tej podróży pochodzi ciekawy pamiętnik. Po ucieczce Walezego domagał się ogłoszenia bezkrólewia, a w drugiej elekcji ponownie popierał „Piasta” starając się zapobiec elekcji cesarza. Był też jednym z pierwszych, którzy poparli Batorego, do którego również posłował. W drodze na koronację został napadnięty przez wysłanników cesarskich i uwięziony. Za jego uwolnieniem posłował u księcia brzeskiego jego krajan, Zygmunt Zaklika Czyżowski. Jednak do ostatecznego jego uwolnienia doprowadziło dopiero polskie poselstwo na sejm Rzeszy w Ratyzbonie, które wymogło na Maksymilianie II Habsburgu zwolnienie go (cesarz tłumaczył się, że o porwaniu nic nie wiedział). W 1578, gdy nie przyznano mu wakującego stanowiska starosty generalnego Wielkopolski, oddalił się od dworu, jednak nie zerwał z nim ostatecznie popierając plany wojenne króla i kanclerza Jana Zamoyskiego w 1581. O jego krewkim charakterze świadczy próba rozbicia wystrzałem armatnim drzwi poznańskiej katedry, gdy biskup zakazał wprowadzenia trumny jego starszego brata Łukasza, który również nie był katolikiem.
Jego majątek znajdował się w Wielkopolsce i na Lubelszczyźnie („państwo szczebrzeszyńskie”). Poza wyżej wymienionymi był również starostą kościańskim, a przejściowo kolskim, inowrocławskim i bukowskim. Zmarł po ciężkiej i długiej chorobie 5 stycznia 1583 w Poznaniu, a pochowano go w Kórniku. Jego żoną była Barbara Kmita Herburtówna, wdowa po Piotrze Kmicie – wojewodzie krakowskim. Bezdzietny.
Pochowany w kolegiacie w Kórniku.